# علاءالدین (فیلم ۲۰۰۹)
علاءالدین (انگلیسی: Aladin) یک فیلم به کارگردانی سوجوی گوش است که در سال ۲۰۰۹ منتشر شد. از بازیگران آن می‌توان به آمیتاب باچان، ژاکلین فرناندز، و سانجی دات اشاره کرد.